# Molin, Banatul Central
Molin (în sârbă Молин) a fost un sat din Banatul sârbesc. Satul a fost fondat în 1832 și a existat până în 1961. Acesta a fost situat în municipiul Nova Crnja, Districtul Banatul Central, provincia Voivodina. Satul a fost abandonat din cauza apelor subterane. Astăzi, pe locul fostului sat se află Pădurea Molin, care este folosită ca fond de vânătoare.

## Numele
În sârbă satul este cunoscut ca Molin (Молин), în germană ca Molidorf, iar în maghiară ca Mollyfalva.

## Geografie
Molin a fost localizat la 45°38'37N și 20°32'21E, între Aleksandrovo, Banatsko Karađorđevo, Torda, Bašaid, Banatska Topola, Toba, și Nova Crnja. Astăzi, zona fostei Molin satul din punct de vedere administrativ aparține de decontare de Nova Crnja.

## Istoric
Localitatea a fost fondată în timpul administrației Imperiului Austriac (în 1832) de coloniști germani. Primul recensământ din 1836 înregistrat 558 de locuitori din sat. Satul a făcut parte din punct de vedere administrativ din Torontal în Regatul Ungariei. În 1848-1849 satul a făcut parte din  Voivodina Sârbească, și în perioada 1849-1860 a fost parte a Voivodinei Sârbești și Banatului Timișan, un teren separat Austriac. După eliminarea voievodatul în 1860, satul a fost din nou inclus în Torontal. Acesta a fost, de asemenea, o parte din plasa Jimbolia. În 1910 satul a avut o majoritate germană.
În 1918 a fost parte a Banatului, Bačka și Baranja, satul a fost în primul rând parte a Regatului Serbiei și apoi o parte din Regatul Sârbilor, Croaților și Slovenilor (mai târziu redenumit Iugoslavia). Din 1918 până în 1922 Molin a făcut parte din județul Veliki Bečkerek și din 1922-1929 parte din regiunea Belgrad. Din 1929 până în 1941 parte a Dunării Banovina. Când puterea Axa ocupa Iugoslaviei (1941-1944), satul făcea parte din administrația nemțească Banat, regiune care a avut statut special în cadrul Axei din Serbia.
La sfârșitul lui al doilea Război Mondial, în 1944, o parte din locuitorii nemți au plecat din zonă, împreună cu a armată germană. Cei care au rămas în regiune au fost trimise la nivel local comunist lagărele de concentrare, și una din aceste tabere a fost situat în Molin. După închisoare comunistă tabere s-au dizolvat (în 1948), cele mai multe din restul populației germane a părăsit Iugoslavia, în principal din motive economice.
Din 1944, satul a făcut parte din Voivodina Iugoslaviei, care din 1945, a fost o provincie autonomă din Serbia în Iugoslavia. După război, satul a fost populat de coloniști care au venit mai ales din comunitățile învecinate. Potrivit 1953 recensământ, Molin avut o majoritate etnică Sârbă. În 1956, satul a fost devastat de inundații catastrofale și oamenii au fost relocați și satul abandonat în anul următor. Cei mai mulți dintre locuitori sa mutat la așezările din apropiere de Nova Crnja și Vojvoda Stepa. Astăzi, există o Molin Pădure pe locul unde Molin sat a fost odată.

## Populația istorică a satului
- 1869: 794
- 1880: 783
- 1890: 936
- 1900: 1,202
- 1910: 1,060
- 1921: 1,272
- 1931: 1,203
- 1948: 423
- 1953: 1,121